# El (mytologi)
El (אל) är ordet för gud i hebreiska och andra semitiska språk.

## El i semitisk mytologi
El har sitt ursprung i syrisk-fenicisk mytologi där det var namnet på den regerande guden i ett panteon. Han räknades där som avkomling till El Eljon (Gud, den Högste) och himmelsguden, och som de flesta övriga gudomarnas far och ledare, motsvarande andra mytologiers Oden och Kronos. Han beskrivs som en uråldrig man med vitt hår och skägg som sitter på sin tron och regerar. Kontrasten är stor till myternas andra huvudperson, den unge krigarguden Baal, som slåss mot monster, skaffar barn med kvigor, dör och uppstår i takt med årstiderna och producerar åska (liknande den grekiske Zeus).
Guden El var gudinnan Asheras man i många panteon, bland annat i Ugarit och Kanaan. På 700-talet f.Kr. importerades El till Judeen och sammanfogades så småningom med Jahve, och sålunda har man i vissa kretsar sett även Jahve och Ashera som makar. Tydligaste beviset för detta är Kuntillat Jurayyah-inskriptionerna. Sanchuniathon skildrar hur Els far skickar Ashera och hennes två systrar Astarte och Baaltis att förföra El. Ashera blir så Els hustru, medan Astarte och Baaltis blir hans bihustrur eller älskarinnor (i yngre myter är dessa två vanligtvis istället hustrur till Baal).

## El i abrahamitisk religion
El blev senare i de abrahamitiska religionerna "upphöjd" till att bli den ende guden, vilket innebar att de andra gudarna "degraderades" till goda änglar, onda demoner och falska avgudar. I Gamla Testamentet används ordet i sin pluralform (אלוהים, Elohim) för att beteckna Gud, omväxlande med gudsnamnet יהוה (Jahve). Man kan se det som en tidig pluralis majestatis. Det förekommer också i en mängd sammansättningar, som utgör Guds titlar:
- El Eljon - Gud den högste
- El Roi - Seendets Gud
- El Olam - Evighetens Gud
- El Elohe Jisrael - Gud, Israels Gud
- El Betel - Betels Gud
- El Shaddai - svåröversatt, gissningsvis Gud den Allsmäktige.

## El släktträd
El var broder till Astarte, Ashera, Atargatis, Dagon och Betel. Els maka var Ashera (hans syster). Men Läkedomsguden Eshmun ansågs vara Asheras riktiga älskare. Eshmun är en läkedomsgud  liknande grekernas Asklepios. El och Ashera fick tillsammans två barn Baal och Anat.